# Mistrovství světa v atletice 1997
6. mistrovství světa v atletice (oficiálním anglickým názvem: 1997 IAAF World Championship in Athletics) se uskutečnilo mezi 1. a 10. srpnem 1997 v řeckých Athénách. Soutěže probíhaly na Athénském olympijském stadionu a v jeho okolí. Mistrovství se zúčastnilo 1882 atletů ze 198 zemí. Nejúspěšnější zemí se staly Spojené státy americké s 18 medailemi.

## Česká účast
Česká republika získala dvě zlaté medaile zásluhou Tomáše Dvořáka v desetiboji a Šárky Kašpárkové v trojskoku.

## Medailisté

### Muži
| Soutěž             | Zlato                                                               | Stříbro                                                                 | Bronz                                                                           |
| ------------------ | ------------------------------------------------------------------- | ----------------------------------------------------------------------- | ------------------------------------------------------------------------------- |
| 100 m              | Maurice Greene                                                      | Donovan Bailey                                                          | Tim Montgomery                                                                  |
| 200 m              | Ato Boldon                                                          | Frankie Fredericks                                                      | Claudinei da Silva                                                              |
| 400 m              | Michael Johnson                                                     | Davis Kamoga                                                            | Tyree Washington                                                                |
| 800 m              | Wilson Kipketer                                                     | Norberto Téllez                                                         | Rich Kenah                                                                      |
| 1500 m             | Hišám Al-Karúdž                                                     | Fermín Cacho                                                            | Reyes Estévez                                                                   |
| 5000 m             | Daniel Komen                                                        | Khalid Boulami                                                          | Tom Nyariki                                                                     |
| 10 000 m           | Haile Gebrselassie                                                  | Paul Tergat                                                             | Salah Hissou                                                                    |
| Maraton            | Abel Antón                                                          | Martín Fiz                                                              | Steve Moneghetti                                                                |
| 110 m př.          | Allen Johnson                                                       | Colin Jackson                                                           | Igor Kováč                                                                      |
| 400 m př.          | Stéphane Diagana                                                    | Llewellyn Herbert                                                       | Bryan Bronson                                                                   |
| 3000 m př.         | Wilson Boit Kipketer                                                | Moses Kiptanui                                                          | Bernard Barmasai                                                                |
| Štafeta 4 × 100 m  | Kanada Robert Esmie Glenroy Gilbert Bruny Surin Donovan Bailey      | Nigérie Osmond Ezinwa Olapade Adeniken Francis Obikwelu Davidson Ezinwa | Velká Británie Darren Braithwaite Darren Campbell Douglas Walker Julian Golding |
| Štafeta 4 × 400 m  | Velká Británie Iwan Thomas Roger Black Jamie Baulch Mark Richardson | Jamajka Michael McDonald Greg Haughton Danny McFarlane Davian Clarke    | Polsko Tomasz Czubak Piotr Rysiukiewicz Piotr Haczek Robert Maćkowiak           |
| Chůze na 20 km     | Daniel García                                                       | Michail Ščennikov                                                       | Michail Chmelnickij                                                             |
| Chůze na 50 km     | Robert Korzeniowski                                                 | Jesus Angel Garcia                                                      | Miguel Rodríguez                                                                |
| Skok do výšky      | Javier Sotomayor                                                    | Artur Partyka                                                           | Tim Forsyth                                                                     |
| Skok o tyči        | Sergej Bubka                                                        | Maxim Tarasov                                                           | Dean Starkey                                                                    |
| Skok daleký        | Iván Pedroso                                                        | Erick Walder                                                            | Kirill Sosunov                                                                  |
| Trojskok           | Yoelbi Quesada                                                      | Jonathan Edwards                                                        | Aliecer Urrutia                                                                 |
| Hod oštěpem        | Marius Corbett                                                      | Steve Backley                                                           | Konstadinos Gatsioudis                                                          |
| Hod diskem         | Lars Riedel                                                         | Virgilijus Alekna                                                       | Jürgen Schult                                                                   |
| Hod kladivem       | Heinz Weis                                                          | Andrej Skvaruk                                                          | Vasilij Sidorenko                                                               |
| Vrh koulí          | John Godina                                                         | Oliver-Sven Buder                                                       | C.J. Hunter                                                                     |
| Desetiboj (Detail) | Tomáš Dvořák                                                        | Eduard Hämäläinen                                                       | Frank Busemann                                                                  |

Poznámka: Spojené státy americké původně vyhrály štafetový běh na 4 × 400 m, ale byly dodatečně diskvalifikovány v roce 2009 poté, co člen štafety Antonio Pettigrew přiznal používání dopingu.

### Ženy
| Soutěž            | Zlato                                                                                   | Stříbro                                                                           | Bronz                                                                             |
| ----------------- | --------------------------------------------------------------------------------------- | --------------------------------------------------------------------------------- | --------------------------------------------------------------------------------- |
| 100 m             | Marion Jonesová                                                                         | Žanna Pintusevyčová                                                               | Savatheda Fynesová                                                                |
| 200 m             | Žanna Pintusevyčová                                                                     | Susanthika Jayasingheová                                                          | Merlene Otteyová                                                                  |
| 400 m             | Cathy Freemanová                                                                        | Sandie Richardsová                                                                | Jearl Clarková                                                                    |
| 800 m             | Ana Fidelia Quirotová                                                                   | Jelena Afanasjevová                                                               | Maria Mutolaová                                                                   |
| 1500 m            | Carla Sacramentová                                                                      | Regina Jacobsová                                                                  | Anita Weyermannová                                                                |
| 5000 m            | Gabriela Szabóová                                                                       | Roberta Brunetová                                                                 | Fernanda Ribeirová                                                                |
| 10 000 m          | Sally Barsosiová                                                                        | Fernanda Ribeirová                                                                | Masako Chiba                                                                      |
| Maraton           | Hiromi Suzukiová                                                                        | Manuela Machadová                                                                 | Lidia Șimonová                                                                    |
| 100 m př.         | Ludmila Engquistová                                                                     | Svetla Dimitrovová                                                                | Michelle Freemanová                                                               |
| 400 m př.         | Nezha Bidouaneová                                                                       | Deon Hemmingsová                                                                  | Kim Battenová                                                                     |
| Štafeta 4 × 100 m | Spojené státy americké Chryste Gainesová Marion Jonesová Inger Millerová Gail Deversová | Jamajka Beverly McDonaldová Merlene Frazerová Juliet Cuthbertová Beverly Grantová | Francie Patricia Girardová Christine Arronová Delphine Combeová Sylviane Félixová |
| Štafeta 4 × 400 m | Německo Anke Fellerová Uta Rohländerová Anja Rückerová Grit Breuerová                   | USA Maicel Malone-Wallace Kim Grahamová Kim Battenová Jearl Clarková              | Jamajka Inez Turnerová Lorraine Fentonová Deon Hemmingsová Sandie Richardsová     |
| Chůze na 10 km    | Annarita Sidotiová                                                                      | Olga Kardopoltsevová                                                              | Valentina Cybulská                                                                |
| Skok do výšky     | Hanne Hauglandová                                                                       | Olga Kaliturinová Inga Babakovová                                                 | neudělena                                                                         |
| Skok daleký       | Ljudmila Galkinová                                                                      | Niki Xanthouová                                                                   | Fiona Mayová                                                                      |
| Trojskok          | Šárka Kašpárková                                                                        | Rodica Mateescuová                                                                | Olena Hovorovová                                                                  |
| Hod oštěpem       | Trine Hattestadová                                                                      | Joanna Stoneová                                                                   | Tanja Damaskeová                                                                  |
| Hod diskem        | Beatrice Faumuinová                                                                     | Jellina Zverevová                                                                 | Natalja Sadovová                                                                  |
| Vrh koulí         | Astrid Kumbernussová                                                                    | Vita Pavlyšová                                                                    | Stephanie Storpová                                                                |
| Sedmiboj          | Sabine Braunová                                                                         | Denise Lewisová                                                                   | Remigija Nazarovienė                                                              |

## Medailové pořadí
| Umístění | Stát                   | Zlato | Stříbro | Bronz | Celkem |
| -------- | ---------------------- | ----- | ------- | ----- | ------ |
| 1.       | Spojené státy americké | 7     | 3       | 8     | 18     |
| 2.       | Německo                | 5     | 1       | 4     | 10     |
| 3.       | Kuba                   | 4     | 1       | 1     | 6      |
| 4.       | Keňa                   | 3     | 2       | 2     | 7      |
| 5.       | Ukrajina               | 2     | 4       | 1     | 7      |
| 6.       | Maroko                 | 2     | 1       | 1     | 4      |
| 7.       | Česko                  | 2     | 0       | 0     | 2      |
| 7.       | Norsko                 | 2     | 0       | 0     | 2      |
| 9.       | Rusko                  | 1     | 4       | 3     | 8      |
| 10.      | Velká Británie         | 1     | 4       | 1     | 6      |
| 11.      | Španělsko              | 1     | 3       | 1     | 5      |
| 12.      | Portugalsko            | 1     | 2       | 1     | 4      |
| 13.      | Austrálie              | 1     | 1       | 2     | 4      |
| 14.      | Itálie                 | 1     | 1       | 1     | 3      |
| 14.      | Polsko                 | 1     | 1       | 1     | 3      |
| 14.      | Rumunsko               | 1     | 1       | 1     | 3      |
| 17.      | Kanada                 | 1     | 1       | 0     | 2      |
| 17.      | Jihoafrická republika  | 1     | 1       | 0     | 2      |
| 19.      | Francie                | 1     | 0       | 1     | 2      |
| 19.      | Japonsko               | 1     | 0       | 1     | 2      |
| 19.      | Mexiko                 | 1     | 0       | 1     | 2      |
| 22.      | Dánsko                 | 1     | 0       | 0     | 1      |
| 22.      | Etiopie                | 1     | 0       | 0     | 1      |
| 22.      | Nový Zéland            | 1     | 0       | 0     | 1      |
| 22.      | Švédsko                | 1     | 0       | 0     | 1      |
| 22.      | Trinidad a Tobago      | 1     | 0       | 0     | 1      |
| 27.      | Jamajka                | 0     | 4       | 3     | 7      |
| 28.      | Bělorusko              | 0     | 2       | 2     | 4      |
| 29.      | Řecko                  | 0     | 1       | 1     | 2      |
| 29.      | Litva                  | 0     | 1       | 1     | 2      |
| 31.      | Bulharsko              | 0     | 1       | 0     | 1      |
| 31.      | Finsko                 | 0     | 1       | 0     | 1      |
| 31.      | Namibie                | 0     | 1       | 0     | 1      |
| 31.      | Nigérie                | 0     | 1       | 0     | 1      |
| 31.      | Srí Lanka              | 1     | 0       | 0     | 1      |
| 31.      | Uganda                 | 0     | 1       | 0     | 1      |
| 36.      | Bahamy                 | 0     | 0       | 1     | 1      |
| 36.      | Brazílie               | 0     | 0       | 1     | 1      |
| 36.      | Mosambik               | 0     | 0       | 1     | 1      |
| 36.      | Slovensko              | 0     | 0       | 1     | 1      |
| 36.      | Švýcarsko              | 0     | 0       | 1     | 1      |